# Wright R-1820

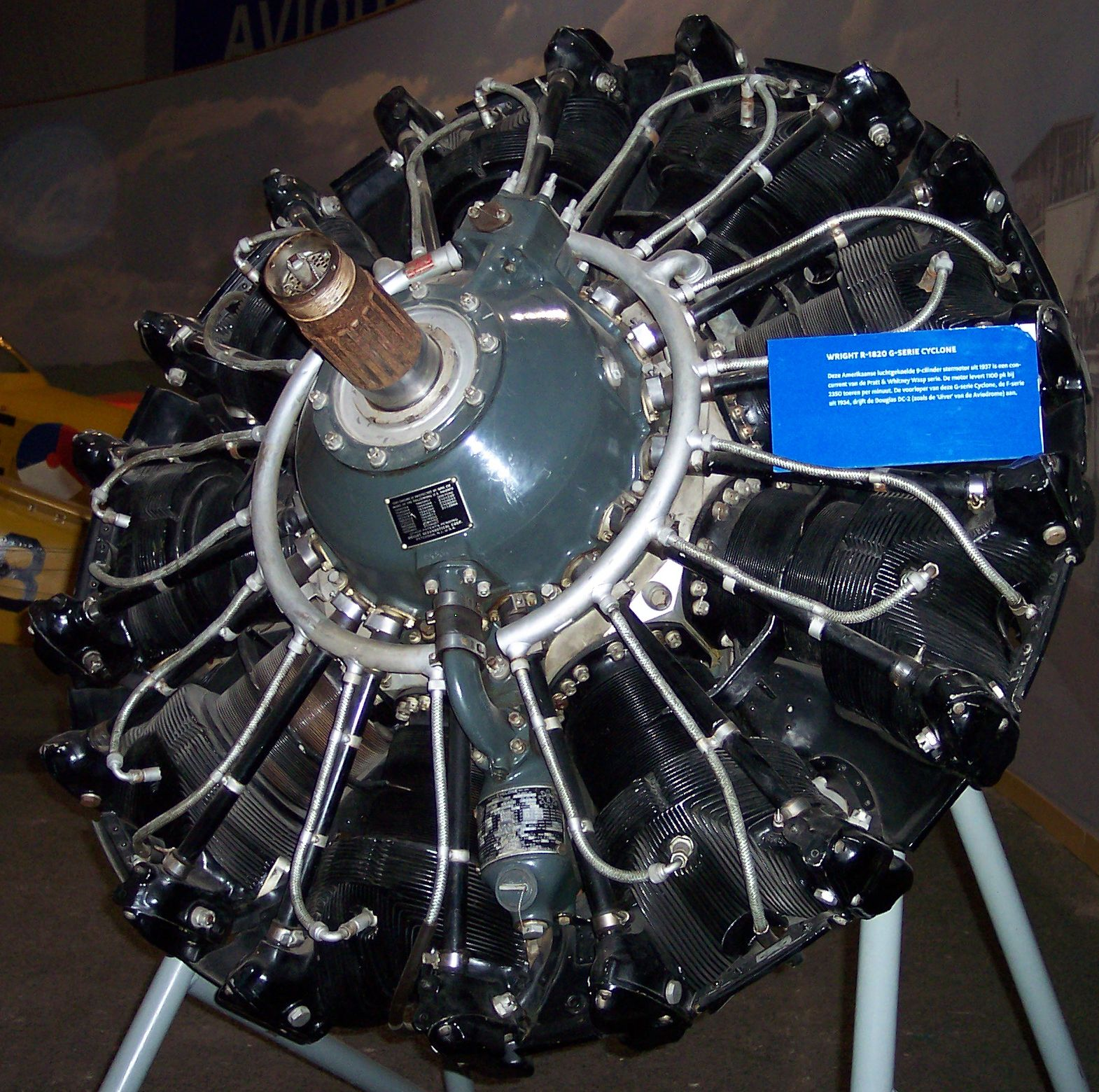
Wright R-1820 Cyclone

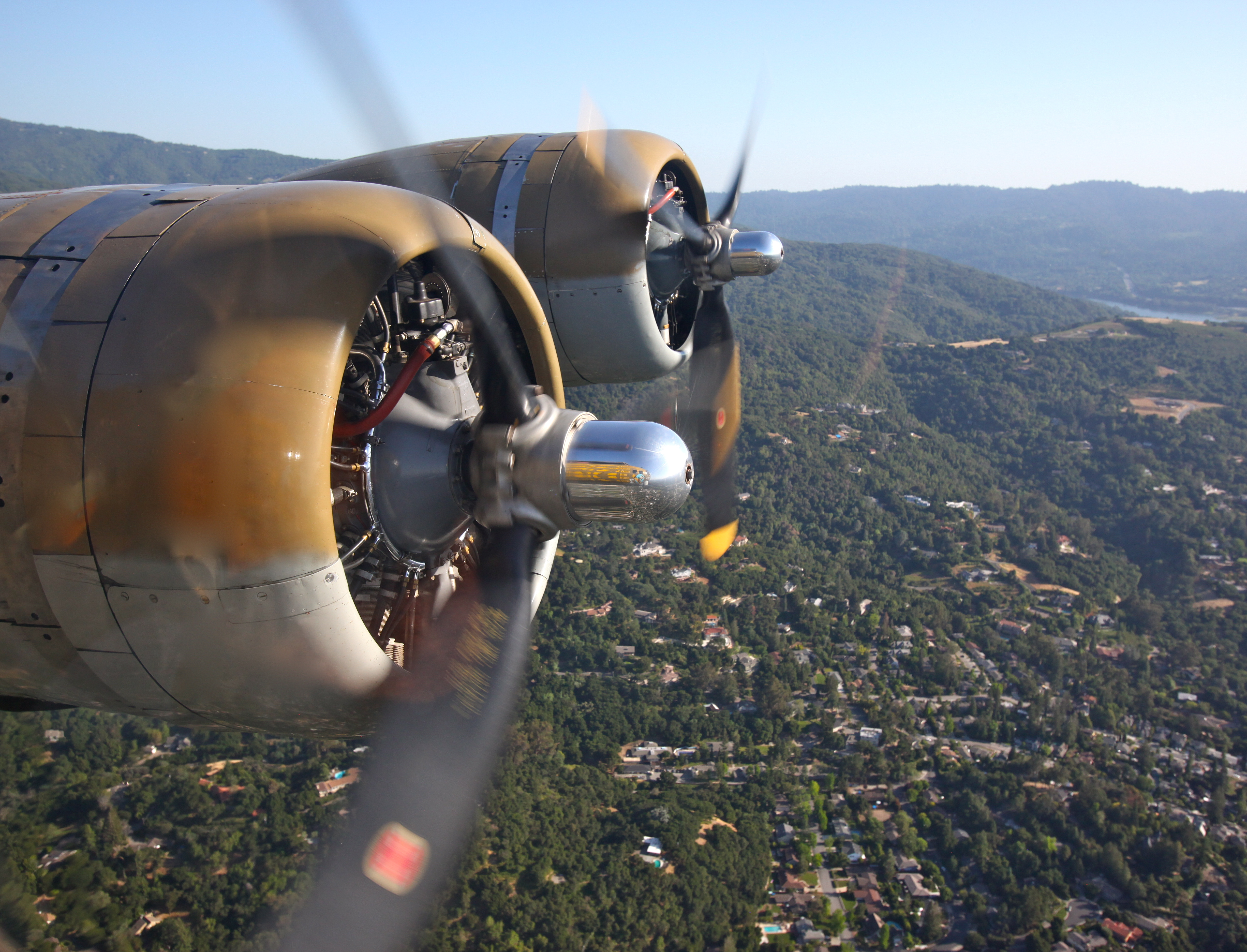
Dwa silniki R-1820 w B-17

Wright R-1820 Cyclone 9 – amerykański 9-cylindrowy, chłodzony powietrzem silnik gwiazdowy zaprojektowany w zakładach Curtiss-Wright Corporation i używany w wielu samolotach począwszy od lat 30. XX wieku do lat 50. Budowany na licencji w wielu fabrykach, między innymi: Lycoming, Pratt & Whitney i Studebaker Corporation, a także w Związku Radzieckim jako M-25. Używany był między innymi przez takie konstrukcje lotnicze jak:
- B-17 Flying Fortress,
- SBD Dauntless,
- Polikarpow I-16,
- śmigłowiec CH-21 Shawnee.

Niektóre silniki wersji Wright RD-1820 były przystosowane do zasilania olejem napędowym przez firmę Caterpillar Inc. i służyły do napędu pojazdów mechanicznych, między innymi czołgu M4A6 Sherman.
Niektóre wersje (zwłaszcza do bombowców B17) miały cechy wysokościowe (pozwalające na lot na wysokim pułapie). Osiągnięto to poprzez zastosowanie podwójnego układu doładowania – w pierwszym stopniu była to turbosprężarka zasilana gazami spalinowymi, drugim stopniem była mechaniczna sprężarka promieniowa napędzana mechanicznie od silnika. Pomiędzy nie była zabudowana chłodnica międzystopniowa. Dzięki tym zabiegom samolot mógł lecieć na pułapie ponad 8000 m n.p.m.

## Wersje produkcyjne
- R-1820-1 – 575 KM (429 kW)
- R-1820-22 – 950 KM (708 kW)
- R-1820-33 – 775 KM (578 kW)
- R-1820-45 – 930 KM (694 kW)
- R-1820-53 – 1000 KM (750 kW)
- R-1820-60 – 1200 KM (895 kW)
- R-1820-72W – 1425 KM (1063 kW)
- R-1820-86 – 1425 KM (1063 kW)
- R-1820-97 – 1200 KM (895 kW)

Na bazie silnika Wright R-1820 skonstruowano w ZSRR silnik ASz-62IR produkowany między innymi w Polsce przez Wytwórnię Sprzętu Komunikacyjnego „PZL-Kalisz” w Kaliszu.